# Enceinte préhistorique des Castels
L'enceinte préhistorique des Castels est situé dans la vallée de la Vaunage, à proximité du village de Nages-et-Solorgues, dans le département français du Gard en région Occitanie, entre Nîmes et Sommières.

## Localisation
L'enceinte préhistorique des Castels est située à proximité de l'oppidum de Nages. Elle est accessible à 15 km à l'ouest de Nîmes en prenant la CD 40 en direction de Sommières, puis en prenant à gauche en direction de Nages-et-Solorgues. Le site se trouve au Nord du village, en direction de la fontaine romaine, au sommet d'une colline d'une hauteur de 160 mètres environ.
On aperçoit les villages de Calvisson et ses hameaux de Sinsans et Bizac, Saint-Côme-et-Maruéjols, Clarensac, Saint-Dionisy et Caveirac, au sud Boissières, et Nages-et-Solorgues au pied de la colline.

## Historique
L'enceinte préhistorique des Castels est classée au titre des monuments historiques le 24 décembre 1913.